# Programmheft

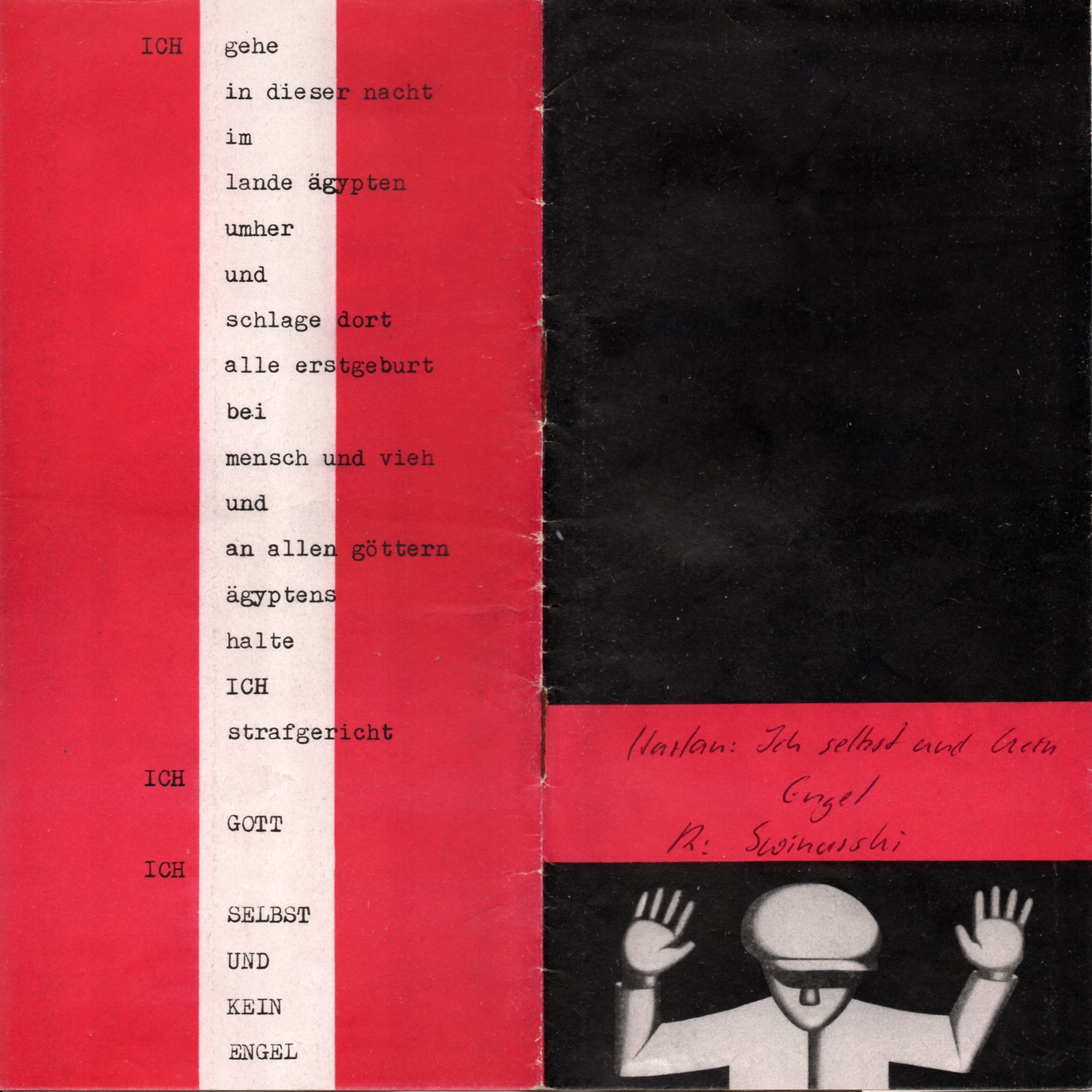
Programmheft zum Stück Ich selbst und kein Engel von Thomas Harlan, Inszenierung Junges Ensemble Berlin (1958)

Ein Programmheft ist eine Broschüre, die zu Theateraufführungen, Konzerten und ähnlichen Veranstaltungen angeboten wird und Informationen über das aufgeführte Programm und die Mitwirkenden enthält. Als Entsprechung im Kino gab es Filmprogrammhefte. Manchmal werden auch Veranstaltungslisten (wie etwa Sendeprogramme oder Stadionzeitungen) in Heftform als Programmheft bezeichnet.

## Geschichte
Ursprünglich, also bis etwa zum Ende des 19. Jahrhunderts, gab es als die Aufführungen begleitende Druckerzeugnisse lediglich den Theaterzettel, auf dem die Autoren und Mitwirkenden vermerkt waren, sowie ein käufliches Textbuch zum Mitlesen während der Veranstaltung. Besonders bei erschwerter Textverständlichkeit wie in der Oper oder beim Fehlen eines gesprochenen oder gesungenen Textes wie beim Ballett war dies erwünscht. Im Fall der Programmmusik gab es gelegentlich auch für Instrumentalmusik eine Handlung zum Mitlesen.

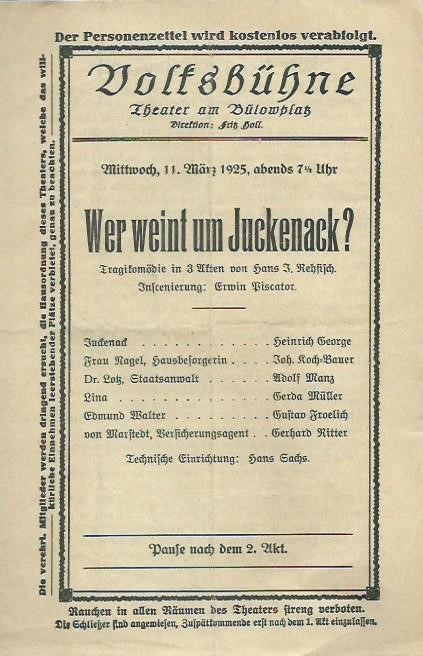
Personenzettel der Berliner Volksbühne (1925)

Seitdem der Zuschauerraum im Theater vollständig abgedunkelt wurde, konnte kaum noch mitgelesen werden, und es genügte eine Zusammenfassung der Handlung. Außerdem hatten Theater- und Konzertveranstalter ein Interesse an individuellen Drucksachen, die auf einzelne Veranstaltungen oder Reihen zugeschnitten waren. Das Publikum wiederum schätzte Erinnerungsstücke an vergangene Anlässe und war bereit, dafür Geld auszugeben. Deshalb bürgerte sich im 20. Jahrhundert das Programmheft mit Handlungszusammenfassungen, Erklärungen und persönlichen Daten der Künstler ein. Bei wechselnder Besetzung wird oft ein loser Besetzungszettel mit den Namen der Mitwirkenden ins Programmheft eingelegt.
Heute (Stand: 2025) haben viele Sprechtheater Programmhefte mit Faltblättern oder mit Abendspielzetteln ersetzt.

## Inhalt
Programmhefte werden in der Regel von Dramaturgen verfasst und redigiert. Während im Stadt- und Staatstheater der letzten zwanzig Jahre eine Verwissenschaftlichung der Programmhefte zu beobachten ist, sind sie etwa beim Zirkus oder bei Musicals zu reich bebilderten und oft teuren Souvenirs geworden.
Bei den Beiträgen, die in den Programmheften zu lesen sind, ist zwischen Fremdbeiträgen und Originalbeiträgen zu unterscheiden. Bei Fremdbeiträgen handelt es sich um Texte, die der Dramaturg für die Erstellung des Programmheftes vorhergegangenen Programmheften anderer Aufführungen entnommen hat. Die Quellen für diese Fremdbeiträge sind im Programmheft im Quellenverzeichnis (meist letzte Seite) angegeben. Bei den Originalbeiträgen handelt es sich um Texte, die speziell für das jeweilige Programmheft erarbeitet wurden. Dabei kann es sich um Texte des Dramaturgen handeln, als auch um Texte externer Autoren, die mit der Ausarbeitung beauftragt wurden. Auch speziell für das Programmheft geführte Interviews zählen zu den Originalbeiträgen.
Um eine neue Inszenierung eines Stückes zu erarbeiten, nutzen Regisseure, Dramaturgen und auch Bühnenbildner häufig Programmhefte vorangegangener Aufführungen, um daraus Anregungen für die eigene Arbeit zu finden.

## Programmhefte als Sammelgebiet
Manche Musikfreunde sehen die Programmhefte auch als Sammelobjekt – beispielsweise von Uraufführungen, in speziellen Kategorien wie Musikgattung (Sinfoniekonzerte, Opern, Operetten, Oratorien, Chorwerke usw.) oder nach Epochen wie Alte Musik, Barock, Klassik, Moderne, Jazz.
Programmhefte werden sowohl über Internetportale für antiquarische Bücher angeboten, als auch über Spezialanbieter. Darüber hinaus werden sie in nationalen und internationalen Archiven gesammelt (z. B. ANNO in der Österreichische Nationalbibliothek). Eine Sammlung von 36000 Theaterzetteln und 20000 Programmheften findet sich im Theatermuseum Düsseldorf.